# Gjallarbrú

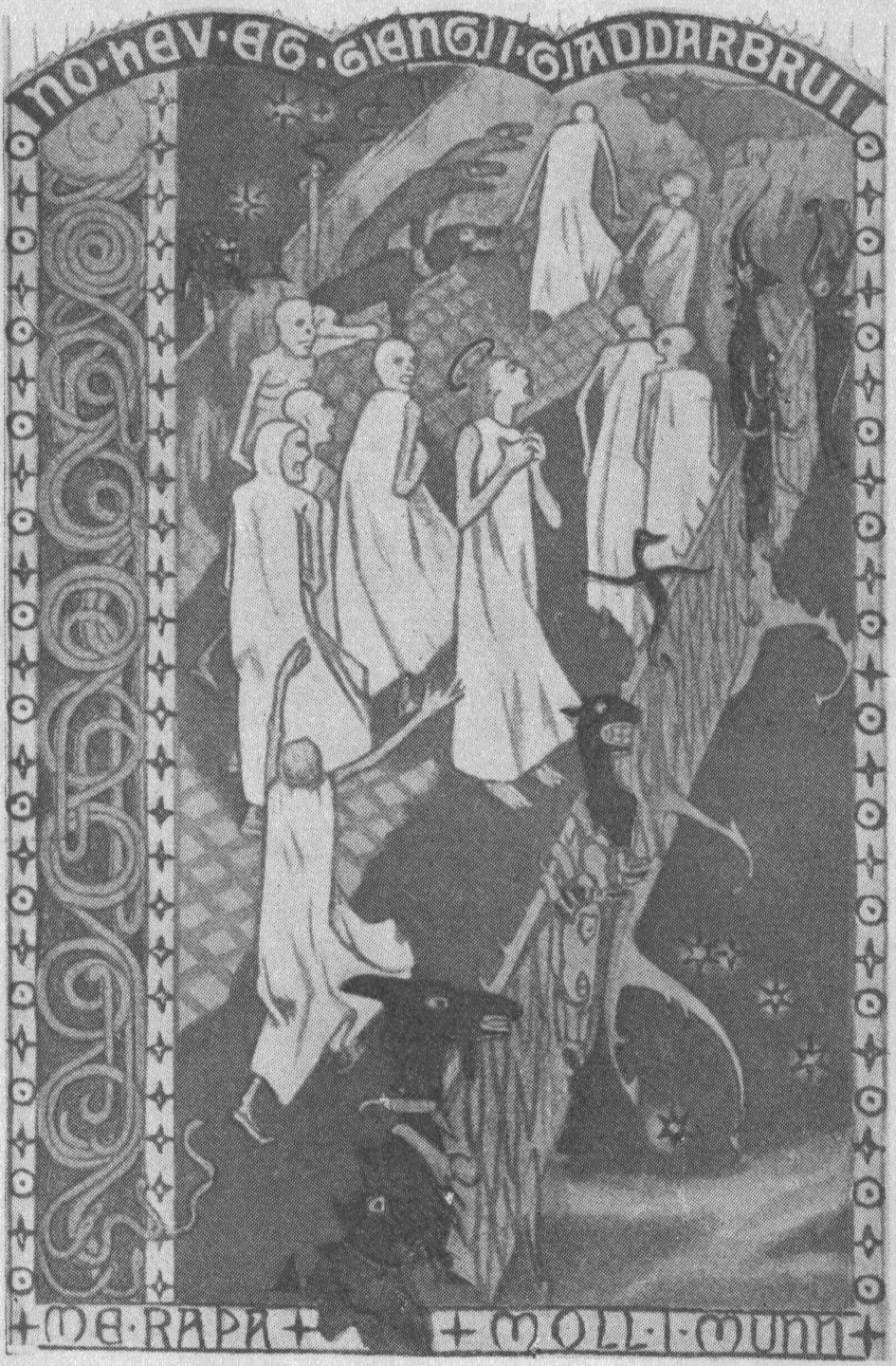
Gjallarbrui. Ilustración de Gerhard Munthe de la edición de Draumkvæde de la Asociación Noruega de Arte del Libro, 1904

En la mitología escandinava, Gjallarbrú es un puente que permite atravesar el río Gjöll en el Reino de los Muertos y que debe ser cruzado para llegar a Hel, de acuerdo a Gylfaginning. Se describe como un puente "cubierto de oro reluciente", al cual se menciona principalmente en la historia de Baldr, cuando Hermód es enviado a recuperar al dios de la tierra de los muertos. Cuando Hermód llegó al puente fue desafiado por la giganta Modgud que le exigió que dijera su nombre y que hacía allí, antes de dejarlo pasar.
John Lindow resalta el paralelismo entre Bifröst, "un puente entre la tierra y el cielo, o la tierra y el mundo de los dioses", y el puente Gjallarbrú, "un puente entre la tierra y el inframundo, o la tierra y el mundo de los muertos".